# Abraham van der Hart

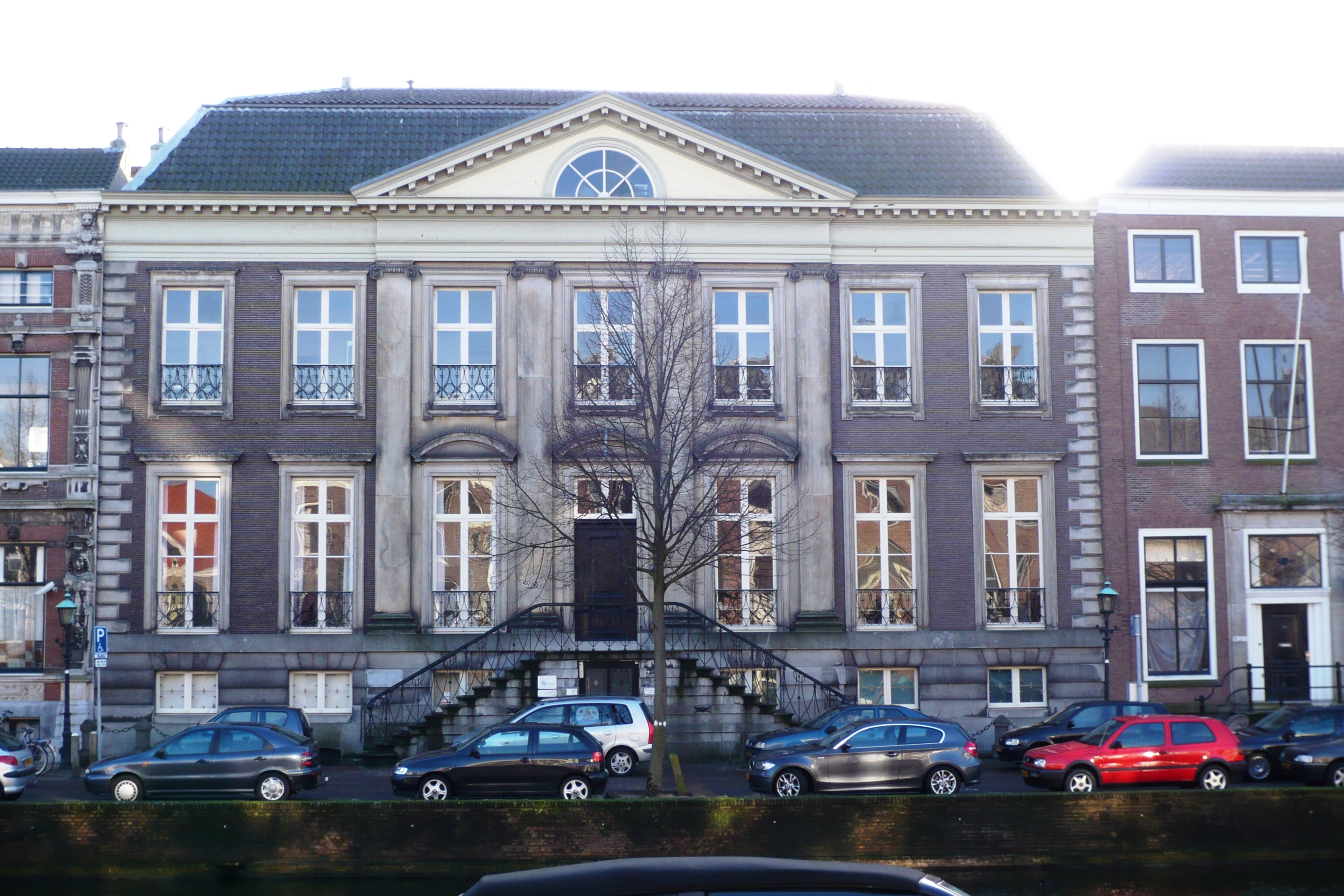
Casa Barnaart a Nieuwe Gracht, Haarlem

Abraham van der Hart (Amsterdam, 1727 - Amsterdam, 1820), fou un arquitecte de l'Holanda del Nord del segle xviii.

## Biografia
Segons l'RKD va estudiar arquitectura i disseny amb el seu pare, Jan van der Hart, i va esdevenir un arquitecte especialitzat en el Neoclassicisme. Va construir la Casa Hodshon i la Casa Barnaart a Haarlem. A Amsterdam, hi va construir el teatre De Kleine Komedie i va redissenyar la Trippenhuis el 1815-1817 per albergar un gabinet d'art i d'impressió que més tard es va fusionar amb el Rijksmuseum.